# Петрогенез
Петрогенез (рос. петрогенез, англ. petrogenesis, нім. Petrogenese f, Petrogenesis f) — походження, виникнення і сукупність геологічних процесів, що зумовлюють утворення гірських порід.
За походженням гірські породи поділяють на три основні генетичні типи:
- магматичні,
- осадові
- метаморфічні.

Магматичні й метаморфічні породи утворюються в умовах дії ендогенних факторів, а осадові — екзогенних.
Петрогенез вивчає петрографія.